# Emoia caeruleocauda
Emoia caeruleocauda is een hagedis uit de familie skinken (Scincidae).

## Naam
De wetenschappelijke naam van de soort werd voor het eerst voorgesteld door Charles Walter De Vis in 1892. Oorspronkelijk werd de naam Mocoa caeruleocauda gebruikt en later werd de soort beschreven als Lygosoma caeruleocauda. Er is nog geen Nederlandse naam voor deze skink, die in het Engels Pacifische blauwstaartskink wordt genoemd. De wetenschappelijke soortaanduiding caeruleocauda betekent vrij vertaald 'blauwe staart'; caeruleo = blauw en cauda = staart.

## Uiterlijke kenmerken
De skink lijkt sterk op enkele andere soorten uit het geslacht kustskinken (Emoia), er zijn twee kleurvariëteiten. Emoia caeruleocauda verschilt van andere soorten door onder andere een donkere okselvlek. De staart is bij juvenielen en vrouwtjes felblauw gekleurd zodat vijanden de staart grijpen in plaats van het lichaam van de hagedis. De staart breekt af bij een speciale, verzwakte wervel zodat vijand de staart grijpt en de skink kan ontsnappen, dit wordt ook wel autotomie genoemd. De staart groeit uiteindelijk weer aan, maar blijft kleiner en is niet felgekleurd. Veel exemplaren hebben vier lichtere gele strepen in de lengte over het gehele lichaam, hoewel deze soms ontbreken.

## Verspreiding en habitat
De skink komt voor in delen van Azië, in oostelijk Indonesië, de Filipijnen, Nieuw-Guinea, de Salomonseilanden, Vanuatu en Fiji. Emoia caeruleocauda leeft van oorsprong in bossen, maar kan de door mensen aangelegde plantages en tuinen ook waarderen vanwege de open structuur en de vele schuilplaatsen en insecten.
De soort staat in delen van het verspreidingsgebied onder druk vanwege geïntroduceerde diersoorten, zoals andere hagedissen die het voedsel wegvangen en slangen die op de skink jagen. Een voorbeeld van een dergelijke slang is de bruine nachtboomslang Boiga irregularis. Deze soort heeft is waarschijnlijk terecht gekomen in het leefgebied van de skink als gevolg van militaire transporten gedurende de Tweede Wereldoorlog.

## Levenswijze
De soort is dagactief en eierleggend; per legsel worden twee eitjes afgezet.